# Ali Zeidan
Ali Zeidan (arabisk: علي زيدان; født 15. december 1950) var premierminister i Libyen fra 2012 til 2014. Han blev udnævnt af Nationalkongressen den 14. oktober 2012 og indtog kontoret den 14. november 2012, efter at kongressen havde godkendt hans regering. Før borgerkrigen i Libyen var Zeidan menneskerettighedsadvokat i Genève, og ifølge engelske BBC blev han af lokale anset for at have en liberal overbevisning. Zeidan blev om morgenen den 10. oktober 2013 bortført af bevæbnede mænd på et hotel i Tripoli. Han blev frigivet senere samme dag.